# スタッド・エル・メンザ
スタッド・エル・メンザ (フランス語: Stade El Menzah、アラビア語: ستاد المنزه) はチュニジアの首都チュニスにあるスタジアム。サッカーのクラブ・アフリカーン、エスペランス・スポルティーブ・ドゥ・チュニスの本拠スタジアムである。
また、最近では、マイケル・ジャクソンや、マライア・キャリーのコンサートも開催された。